# Arelaune-en-Seine
Arelaune-en-Seine é uma comuna francesa na região administrativa da Normandia, no departamento do Sena Marítimo. Estende-se por uma área de 53.81 km². Em 2010 a comuna tinha 2 594 habitantes (densidade: 48,2 hab./km²).
Foi criada em 1 de janeiro de 2016, a partir da fusão das antigas comunas de La Mailleraye-sur-Seine e Saint-Nicolas-de-Bliquetuit.